# Prevaleny
Prevaleny románul: Prăvăleni, falu Romániában, Erdélyben, Hunyad megyében.

## Fekvése
Körösbányátólo északnyugatra, Csungány és Baszarabásza között fekvő település.

## Története
Prevaleny egykor Zaránd vármegyéhez tartozott. Nevét 1650-ben említette először oklevél Pravalin néven, majd a későbbiekben 1760–1762 között Prevaleny, 1808-ban Prevalény, 1888-ban és 1913-ban Prevaleny alakban tűnt fel az írásos forrásokban.
A trianoni békeszerződés előtt Hunyad vármegye Körösbányai járásához tartozott.
1910-ben 957 román, görögkeleti ortodox lakosa volt.

## Galéria

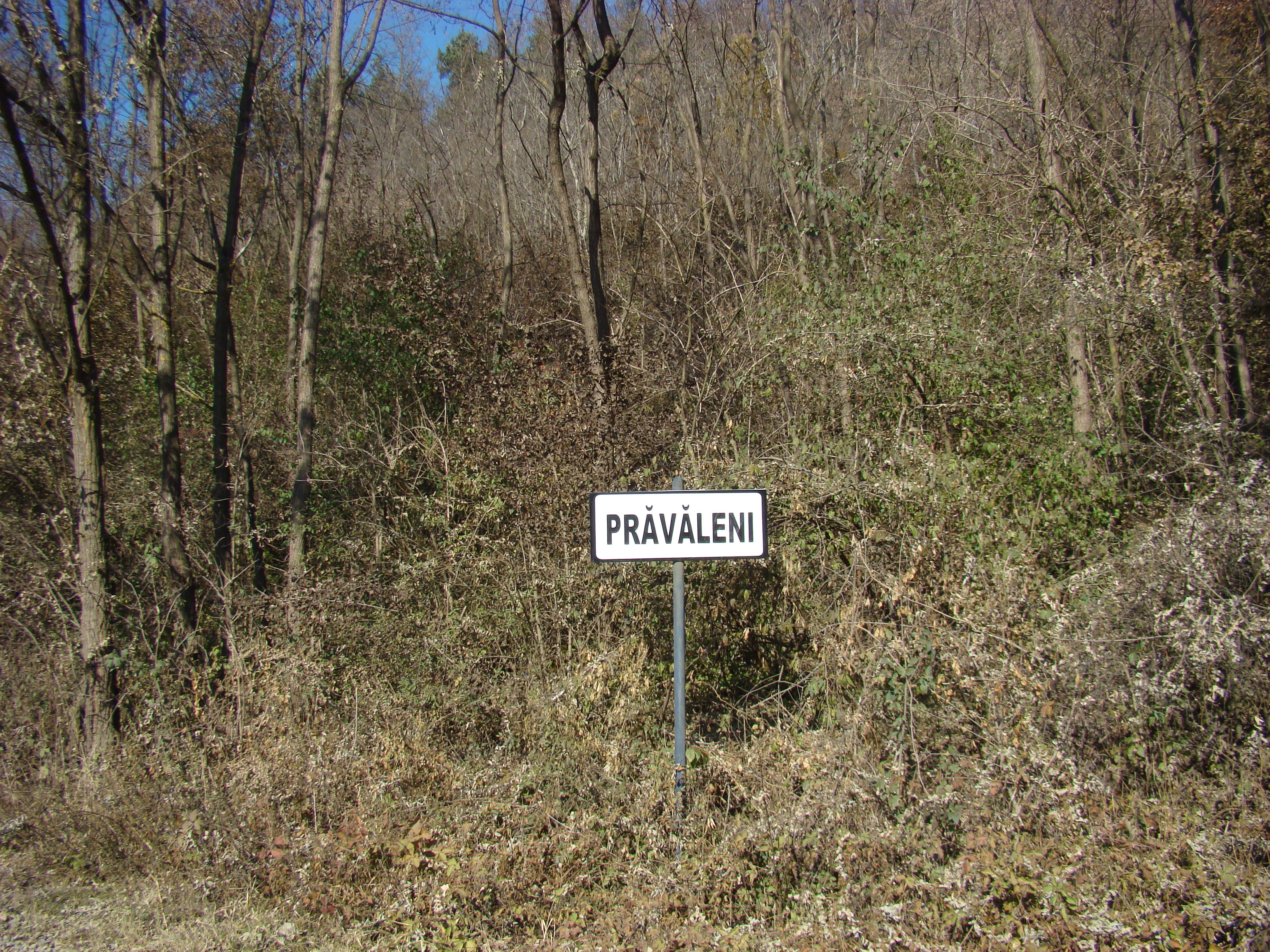
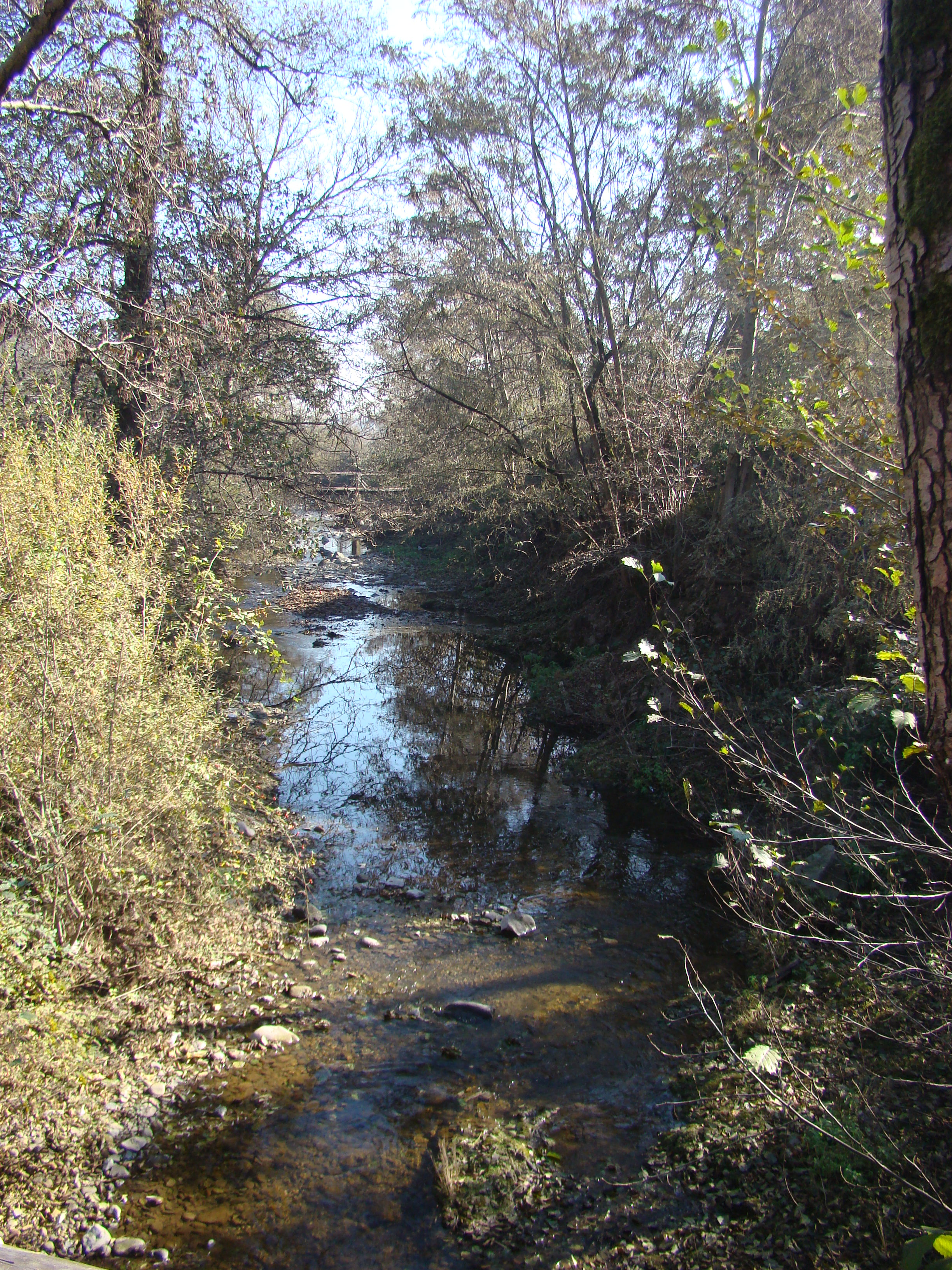
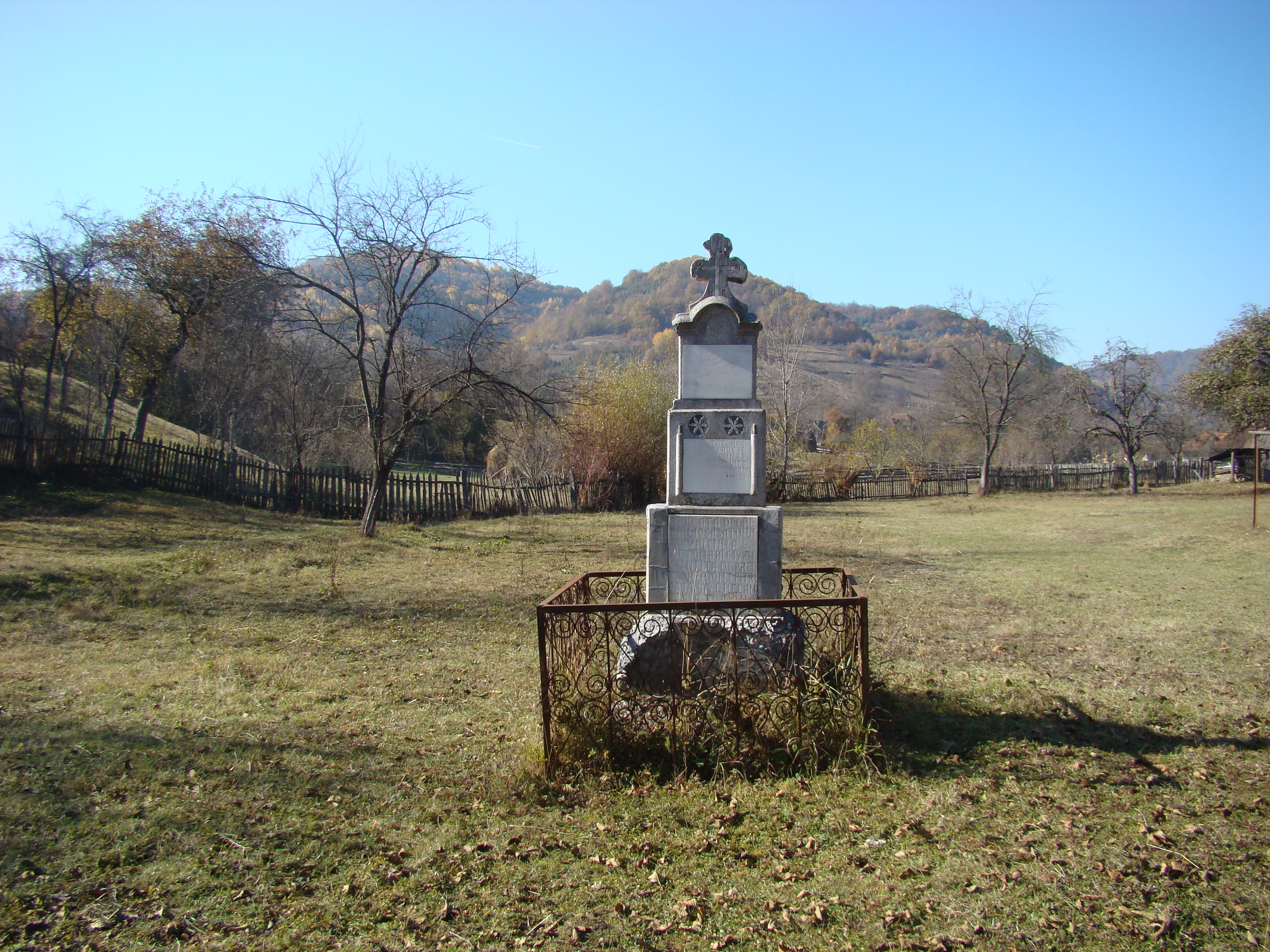
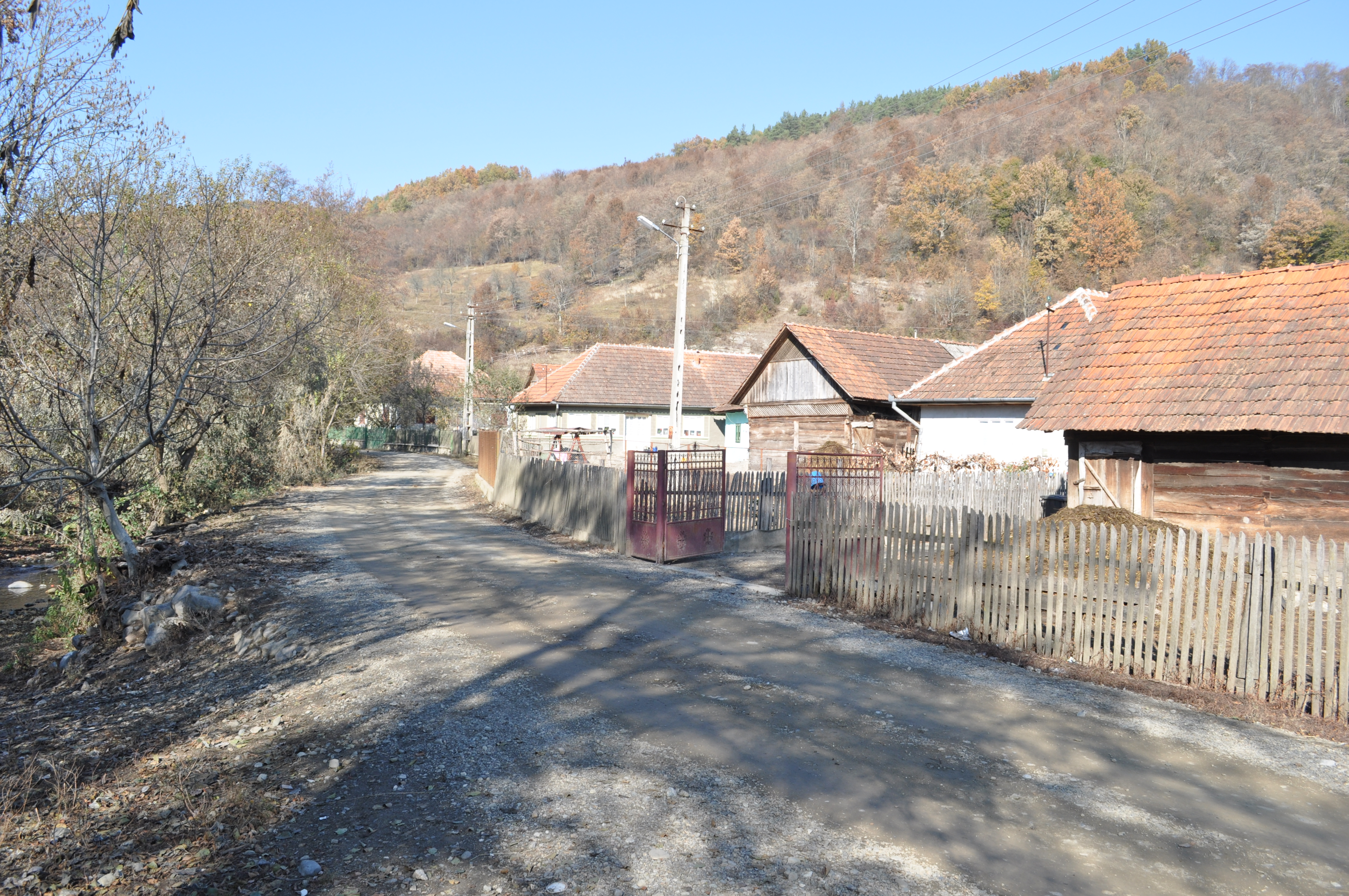